# Президентские выборы во Франции (1958)
Президентские выборы во Франции 1958 года проходили 21 декабря. На выборах был избран первый президент Пятой республики, которым стал генерал Шарль де Голль. Это были последние непрямые выборы президента Франции. Президента выбирала коллегия выборщиков, включавшая членов французского парламента, членов Генеральных советов, членов заморских собраний, мэров и членов городских советов. Всего было зарегистрировано 81 764 выборщиков, участвовало 81 290.

## Результаты
| Кандидат       | Партия                                    | Голоса | %     |
| -------------- | ----------------------------------------- | ------ | ----- |
| Шарль де Голль | Союз за Новую республику (UNR)            | 62 394 | 78,5% |
| Жорж Марран    | Французская коммунистическая партия (PCF) | 10 355 | 13,1% |
| Альбер Шатле   | Союз демократических сил (UFD)            | 6 721  | 8,4%  |
| Всего          | Всего                                     | 79 470 | 100%  |